# 이시카와 가쓰히코
이시카와 가쓰히코(일본어: 石川 克彦, 1933년 9월 19일 ~ 2013년)는 일본의 전 프로 야구 선수이다. 아이치현 니와군 후소정 출신이며 현역 시절 포지션은 투수였다.

## 인물
오카자키 고등학교에서는 에이스로서 활약했는데 1951년 여름에 개최된 고시엔 소속 현 예선에서는 지슈칸 고등학교와의 준준결승전에서 패한 바람에 고시엔 대회에는 출전하지 못했다. 고등학교 동기로는 오자와 시게미쓰, 1년 후배인 이노우에 노보루가 있으며 모두 프로 야구팀에서 동료가 됐다.
1952년 나고야 드래건스에 입단하여 2년째인 1953년에는 스기시타 시게루에 뒤를 이은 선발 투수로서 활약했다. 1953년 시즌에 18승 4패, 평균 자책점 1.09(3위)의 좋은 성적을 거둬 리그 최고 승률 0.818을 기록하며 오토모 다쿠미(요미우리 자이언츠)와 함께 최고 승률 타이틀을 획득했다. 이듬해 1954년 개막전 선발 투수로 기용돼 시즌 21승을 기록, 리그 첫 우승에 큰 기여를 했고 그해 니시테쓰 라이온스와 맞붙은 일본 시리즈에서는 2경기에 선발 등판하여 1승 1패의 성적을 기록, 팀의 일본 시리즈 정상에 오르는데 일조했다.
1955년에도 시즌 17승을 올리면서 3년 연속 두 자릿수 승리, 평균 자책점 1.45(2위)를 기록했고 2년 연속으로 개막전 선발 투수로 등판하여 5연속 완투 승리도 기록했다. 하지만 이후 부상도 있어서 등판 횟수가 줄어들었고 1959년을 마지막으로 현역에서 은퇴했다.
은퇴 후에는 주니치, 마이니치 다이에이 오리온스에서 매니저를 1970년까지 지냈으며 1971년 히로나카 전기에 입사했다.
주니치 신문 2020년 10월 13일자 칼럼에 따르면 2013년경에 사망했다는 사실이 뒤늦게 알려졌다.

## 상세 정보

### 출신 학교
- 아이치 현립 오카자키 고등학교

### 선수 경력
- 나고야 드래건스·주니치 드래건스(1952년 ~ 1959년)

### 수상·타이틀 경력
- 최고 승률 : 1회(1953년)

### 개인 기록
- 올스타전 출장 : 1회(1953년)

### 등번호
- 35(1952년)
- 11(1953년 ~ 1959년)

### 연도별 투수 성적
| 연 도      | 소 속         | 등 판 | 선 발 | 완 투 | 완 봉 | 무 4 구 | 승 리 | 패 전 | 세 이 브 | 홀 드 | 승 률 | 타 자 | 이 닝 | 피 안 타 | 피 홈 런 | 볼 넷 | 고 4 | 몸 맞 | 탈 삼 진 | 폭 투 | 보 크 | 실 점 | 자 책 점 | 평 자 책 | W H I P |
| ---------- | ------------- | ----- | ----- | ----- | ----- | ------- | ----- | ----- | -------- | ----- | ----- | ----- | ----- | -------- | -------- | ----- | ---- | ----- | -------- | ----- | ----- | ----- | -------- | -------- | ------- |
| 1952년     | 나고야 주니치 | 8     | 3     | 0     | 0     | 0       | 0     | 2     | --       | --    | .000  | 83    | 17.1  | 17       | 1        | 13    | --   | 2     | 11       | 2     | 0     | 13    | 13       | 6.50     | 1.73    |
| 1953년     | 나고야 주니치 | 38    | 24    | 12    | 2     | 2       | 18    | 4     | --       | --    | .818  | 807   | 198.1 | 169      | 5        | 59    | --   | 5     | 88       | 3     | 0     | 65    | 51       | 2.31     | 1.15    |
| 1954년     | 나고야 주니치 | 43    | 28    | 19    | 4     | 2       | 21    | 9     | --       | --    | .700  | 1076  | 265.0 | 214      | 8        | 70    | --   | 7     | 137      | 2     | 1     | 75    | 66       | 2.24     | 1.07    |
| 1955년     | 나고야 주니치 | 35    | 26    | 15    | 4     | 5       | 17    | 9     | --       | --    | .654  | 837   | 217.2 | 160      | 5        | 35    | 1    | 5     | 142      | 1     | 1     | 46    | 35       | 1.44     | 0.90    |
| 1956년     | 나고야 주니치 | 4     | 0     | 0     | 0     | 0       | 0     | 0     | --       | --    | ----  | 44    | 8.1   | 13       | 0        | 6     | 0    | 1     | 5        | 1     | 0     | 6     | 6        | 6.00     | 2.28    |
| 1957년     | 나고야 주니치 | 9     | 5     | 1     | 0     | 0       | 1     | 1     | --       | --    | .500  | 115   | 27.2  | 19       | 1        | 12    | 0    | 1     | 5        | 0     | 0     | 9     | 6        | 1.93     | 1.12    |
| 1958년     | 나고야 주니치 | 3     | 0     | 0     | 0     | 0       | 0     | 0     | --       | --    | ----  | 17    | 3.0   | 5        | 0        | 1     | 0    | 2     | 1        | 0     | 0     | 5     | 4        | 12.00    | 2.00    |
| 1959년     | 나고야 주니치 | 22    | 5     | 0     | 0     | 0       | 2     | 0     | --       | --    | 1.000 | 167   | 39.1  | 42       | 2        | 10    | 0    | 3     | 15       | 2     | 0     | 20    | 18       | 4.05     | 1.32    |
| 통산 : 8년 | 통산 : 8년    | 162   | 91    | 47    | 10    | 9       | 59    | 25    | --       | --    | .702  | 3146  | 776.2 | 639      | 22       | 206   | 1    | 26    | 404      | 11    | 2     | 239   | 199      | 2.31     | 1.09    |

- 굵은 글씨는 시즌 최고 성적.
- 나고야(나고야 드래건스)는 1954년 주니치(주니치 드래건스)로 구단명을 변경